# Назаров, Константин Степанович
Константи́н Степа́нович Наза́ров (9 февраля 1890, Кронштадт, Российская империя — 16 мая 1980, Москва, СССР) — советский военачальник, генерал-полковник инженерных войск (1944), доцент (1950).

## Биография
Родился 9 февраля 1890 в Кронштадте. По национальности — русский.
В русской армии с 1907 по февраль 1918 года. В это время командир саперной роты, технического батальона, инженерного полка, поручик. В 1911 году закончил Тифлисское военное училище. Во время Первой мировой войны был командиром саперного батальона на Юго-Западном фронте.
В РККА с сентября 1918 года. В 1919 году прошел ускоренный курс при Военной инженерной академии Петрограда. В 1919—1920 годах во время Гражданской войны был помощником начальника военно-полевого строительства 5-й армии на Восточном фронте. В 1928 закончил КУВНАС при Военной академии М. В. Фрунзе, в 1930 — педагогическое отделение КУКС инженерных войск в Ленинграде.

### Период междуГражданскойиВеликой Отечественнойвойнами
В межвоенный период Константин Степанович занимал разные командные должности в саперных и инженерных войсках, был командиром саперной роты, дивизиона, потом корпусным инженером, помощником начальника инженерной службы штаба БВО. В 1926 окончил Курсы в составе Ленинградской КВИШ с КУКС. С октября 1930 (или августа 1931) по 1 октября 1932 года — начальник КУКС Ленинградской военно-инженерной школы. Потом командир-руководитель инженерного дела на Стрелково-тактических курсах усовершенствования комсостава РККА «Выстрел» им. Коминтерна. В 1933 году был откомандирован старшим руководителем Военно-инженерной академии в Москву. В 1935 году окончил Курсы технического усовершенствования высшего и старшего начальствующего состава ВИА им. В. В. Куйбышева. Стал военным инженером. С июня 1935 г. по июль 1936 г. — научный сотрудник Военного института рационализации труда и техники в Москве. Когда его расформировали, он переведен в Инженерное управление РККА, где занимал последовательно должности: начальник отделения, старший помощник начальника отдела. Во время советско-финской войны 1939—1940 годов — начальник инженерного отдела Северо-Западного фронта, тогда же повышен в воинском звании до комбрига (11.01.1940). По окончании войны вернулся в Инженерное управление Красной Армии. В августе назначен заместителем генерал-инспектора Инспекции инженерных войск РККА. 4 июня 1940 года Константину Назарову присвоили воинское звание генерал-майор инженерных войск.

### Великая Отечественная война
С начала войны — начальник Инженерного управления Северо-Западного направления. Вступил в ВКП(б). С октября 1941 г. в СКВО в Ростове-на-Дону формировал 8-ю саперную армию, предназначенную для строительства оборонительных сооружений в Сталинградской и Ростовской областях, а также Донского оборонительного рубежа по линии рек Аксай, Дон и Северский Донец. В конце октября Назаров откомандирован в распоряжение командующего Ленинградским фронтом по очень важным поручениям. С этого времени находился в распоряжении начальника Главного инженерного управления Советской Армии. В январе — феврале 1942 года назначен командующим 8-й саперной армией. Находился в должности с января по март этого же года.
 «В должности командующего саперной армией генерал-лейтенант инженерных войск Назаров, — как отмечалось в боевой характеристике, — показал себя прекрасным организатором, великолепным командиром, энергичным руководителем подчиненных и собственными деловыми качествами обеспечил выполнение всех стоящих перед саперными частями инженерных задач. Он бесперебойно и оперативно руководил деятельностью вверенных ему войск. Особое внимание уделялось им подготовленности саперных частей и подразделений к боевым действиям. Личными выездами и инструктажем ответственных лиц генерал К. С. Назаров добился значительных успехов в боевой подготовке саперных частей. Особенно много ими проделано в период подготовки и самого обеспечения форсирования водных рубежей Днестр, Днепр. Своевременная подготовка материалов, имущества, боевая выучка, проведенная под его непосредственным контролем, позволила войскам Южного фронта осуществить Донбасскую оборонительную операцию, в ходе которой были сорваны планы немецко-фашистских войск окружения и уничтожения советских войск в Донбассе».
В марте 1942 г. утвержден генерал-инспектором инженерных войск Красной Армии, а через месяц переведен начальником штаба инженерных войск Красной Армии. Из наградного листа:
 «За большую работу в области формирования и комплектования инженерных частей, руководство их подготовкой и боевой деятельностью — генерал-лейтенант инженерных войск награждён орденом Суворова 2 ст.».
С апреля 1942 по 1945 — начальник штаба Инженерных войск Красной армии. 1 апреля 1943 года становится генерал-лейтенантом Инженерных войск, 11 мая 1944 года — генерал-полковником Инженерных войск.

### Война с Японией
С июля 1945 года Назаров в должности начштаба Инженерных войск Главного командования советских войск на Дальнем Востоке. Из аттестации:
 «Умение генерала Назарова всесторонне оценить обстановку на фронте, правильно определить задачи инженерных войск в решающих операциях и организовать сосредоточение их на главных направлениях, — способствовали успешному выполнению задач инженерного обеспечения победоносных операций Красной Армии в войне с милитаристской Японией».
Являлся ответственным редактором «Военно-инженерного журнала». У Назарова большой вклад в современный бой и операции. Также Константин Степанович помогал генералам и офицерам инженерных войск в совершенствовании методики боевой подготовки инженерных войск.

### После войны
С апреля 1946 года — заместитель начальника и начальник штаба инженерных войск. С сентября 1948 г. — начальник кафедры тактики инженерных войск Военной академии им. М. В. Фрунзе. С октября 1954 (по другим данным — с 1955 года) в отставке. Умер 16 мая 1980 года в Москве.

## Награды
- орден Ленина (21.02.1945),[3]
- 4 ордена Красного Знамени (21.03.1940, 2.04.1943, 3.11.1944, 20.06.1949),
- орден Кутузова 1-й степени (8.09.1945),
- орден Кутузова 2-й степени (5.11.1944),
- орден Суворова 2-й степени (11.05.1944),
- орден Богдана Хмельницкого 1-й степени (5.05.1945),
- 2 ордена Красной Звезды (21.02.1942, 8.02.1980[4]),
- медали,
- иностранные ордена,
- иностранная медаль[5].